# Леополдо Менендес
Леополдо Менендес Лопес (на испански: Leopoldo Menéndez López) е испански генерал, известен с участието си в Гражданската война в Испания.

## Биография
Преди войната е съветник на министър-председателя Мануел Асаня. Менендес подкрепя републиканското правителство по време на Гражданската война в Испания. По-късно е повишен в полковник и в битката при Теруел ръководи XX армейски корпус. През 1938 г. ръководи армията на Леванте в битката на линията XYZ. През август 1938 г. е произведен в генерал. На 16 февруари 1939 г. е един от офицерите, които заявяват на министър-председателя Хуан Негрин, че е невъзможно да се продължи съпротивата и през март 1939 г. подкрепя преврата на Касадо. В края на войната Менендес бяга във Франция, а по-късно заминава в изгнание в Мексико, където живее до края на живота си.